# Rabii Doukkana
Rabii Doukkana (* 6. Dezember 1987 in Rabat, Marokko) ist ein französischer Leichtathlet, marokkanischer Herkunft, der seit 2019 international für Frankreich startberechtigt ist. Er tritt hauptsächlich im 1500-Meter-Lauf an.

## Sportliche Laufbahn
Rabii Doukkana nahm 2004 in seiner marokkanischen Heimat an seinen ersten Wettkämpfen über die Mittelstreckendistanzen teil. 2006 gewann er im 800-Meter-Lauf die Silbermedaille bei den U20-Meisterschaften Nordafrikas. Mit einer Bestzeit von 1:47,13 min qualifizierte er sich in dieser Disziplin für die U20-Weltmeisterschaften in Peking. Dabei zog er in das Finale ein, in dem er den fünften Platz belegte. 2009 verließ er die Heimat und zog nach Frankreich um, wo er fort an in Créteil trainierte. 2013 nahm er erstmals an den Französischen Meisterschaften teil und belegte im 1500-Meter-Lauf den zehnten Platz. 2014 steigerte er seine Bestzeit auf 3:37,81 min, bevor er ab der Saison 2015 sich verstärkt auf den 1500-Meter-Lauf fokussierte. 2016 wurde er Vierter bei den Französischen Meisterschaften. 2018 gewann er die Silbermedaille im 3000-Meter-Lauf bei den Französischen Hallenmeisterschaften. Im Juni steigerte er sich über 1500 Meter auf 3:36,46 min. 2019 lief Doukkana eine Bestzeit von 3:34,87 und qualifizierte sich damit für die Weltmeisterschaften in Doha. Nachdem er zuvor zehn Jahre lang in Frankreich gelebt hatte, wurde er im Sommer eingebürgert und konnte fortan auch international für Frankreich an den Start gehen. Ende Juli wurde er Französischer Vizemeister. Im letzten Wettkampf vor den Weltmeisterschaften steigerte er sich nochmal bis auf 3:33,11 min. In Doha konnte er schließlich allerdings im Vorlauf der 1500 Meter nicht an den Start gehen.

## Wichtige Wettbewerbe
| Jahr                   | Veranstaltung           | Ort                 | Platz               | Disziplin           | Zeit                |
| Startet für Marokko    | Startet für Marokko     | Startet für Marokko | Startet für Marokko | Startet für Marokko | Startet für Marokko |
| ---------------------- | ----------------------- | ------------------- | ------------------- | ------------------- | ------------------- |
| 2006                   | U20-Weltmeisterschaften | Peking              | 5.                  | 800 m               | 1:48,39 min         |
| Startet für Frankreich |                         |                     |                     |                     |                     |
| 2019                   | Weltmeisterschaften     | Doha                |                     | 1500 m              | DNS                 |

## Persönliche Bestleistungen
Freiluft
- 1000 m: 2:24,95 min, 23. Juni 2010, Grenoble
- 1500 m: 3:33,11 min, 24. August 2019, Paris
- 3000 m: 7:53,09 min, 13. Mai 2018, Montgeron
- 5000 m: 13:15,59 min, 16. Juni 2018, Carquefou

Halle
- 1500 m: 3:40,84 min, 9. Februar 2020, Metz
- 3000 m: 7:51,30 min, 19. Februar 2020, Liévin